# Intercosmos 5
Intercosmos 5 fue un satélite artificial científico soviético perteneciente al programa Intercosmos y a la clase de satélites DS (de tipo DS-U2-IK) y lanzado el 2 de diciembre de 1971 mediante un cohete Cosmos 2 desde el cosmódromo de Kapustin Yar.

## Objetivos
El objetivo de Intercosmos 5 fue realizar estudios sobre la ionosfera terrestre y la concentración de electrones e iones positivos en la atmósfera superior, labor compartida con otros satélites como Cosmos 426 y otros.

## Características
El satélite fue una colaboración entre la Unión Soviética y la República Checa y tenía una masa de 340 kg y fue inyectado inicialmente en una órbita con un perigeo de 205 km y un apogeo de 1200 km, con una inclinación orbital de 48,4 grados y un periodo de 98,5 minutos.
Estaba diseñado para obtener datos sobre protones y electrones de alta energía, así como de emisiones de ondas de radio VLF (de entre 20 y 70 kHz).
Intercosmos 5 reentró en la atmósfera el 7 de abril de 1972.

## Resultados científicos
Intercosmos 5 estudió la radiación a lo largo de su órbita y recogió datos sobre la variación de las ondas de radio durante las tormentas geomagnéticas. La información recogida también sirvió para estudiar los pulsos de electrones